# Villard-Léger
Villard-Léger é uma comuna francesa na região administrativa de Auvérnia-Ródano-Alpes, no departamento de Saboia. Estende-se por uma área de 6,73 km². Em 2010 a comuna tinha 473 habitantes (densidade: 70,3 hab./km²).